# Lista de ervas aromáticas
- Abelia sinensis
- Acacia spp. - Talharim
- Acanthospermum hispidum
- Achillea millefolium - Milefólio, mil-em-rama
- Acorus calamus - Cálamo aromático, Cana-de-cheiro
- Aesculus hippocastanum - Castanheiro-da-índia
- Allium sativum - alho
- Allium schoenoprasum - Cebolinho
- Alpinia officinarum - Galanga
- Alpinia galanga - Pitanga
- Aloysia triphylla (A. citriodora, Lippia citriodora, Verbena citriodora) - Doce-lima, Erva-cidreira (PT Brasil), Lúcia-lima, Verbena (PT Brasil)
- Alyssum maritima - Cucuca
- Amaryllis belladona - Beladona (PT pt) Cecém(PT Brasil)
- Anethum graveolens - Endro, Aneto
- Agerantum conyzoides - Mentrasto (Br) Erva-de-São João
- Angelica archangelica - Angélica
- Anthriscus cerefolium - Cerefólio
- Artemisia absinthium - Absinto
- Artemisia dracunculus - Estragão
- Azadirachta indicaNeem
- Beaumontia grandiflora - Trombeta de Arauto
- Bystropogon ssp.
- Buddleja davidii - Budleia , Flôr-de-mel, Butterfly-bush (Ing)
- Calendula officinalis - Calêndula, maravilhas
- Callistemon citrinus - Escova-de-garrafa
- Callistemon lanceolatus
- Calycanthus floridus - Carocha, Pimenta-da-Jamaica, Carolina allspice (Ing)
- Carissa grandiflora macrocarpa - Carissa, Ameixa de Natal, Amantugula
- Ceanothus thyrsiflorus
- Cestrum nocturnum - Dama-da-noite
- Chamaecyparis lawsoniana - Cedro-do-óregão, Cedro-branco, Cipreste de Lawson
- Chamaemelum nobile (Anthemis nobilis) - Camomila-romana, falsa-camomila, macela, macela-dourada
- Choisya ternata - Laranjeira do México
- Chrysanthemum spp. - Crisântemo

- Cistus spp.
- Citrus spp.
- Citrus aurantifolia - Lima, limão-galego
- Citrus aurantium var. amara - Laranja-amarga
- Citrus aurantium var. sinensis - Laranja, laranja-comum, laranja-doce
- Citrus bergamia - Bergamota
- Citrus deliciosa - Clementina
- Citrus limon - Limão
- Citrus paradisi - Toranja
- Citrus reticulata - Tangerina
- Clematis armandii
- Clerodendrum fragans
- Coriandrum sativum - Coentro
- Coronilla glauca
- Cupressus macrocarpa
- Cupressus sempervirens - Cipreste
- Curcubita foetidissima - calabacilla (ES)
- Cymbopogon citratus - Capim-limão das Índias Ocidentais, Erva-limão, Erva-limeira, Erva-príncipe
- Cymbopogon flexuosus - Capim-limão das Índias Orientais
- Cymbopogon martinii var. martinii - Palmarosa
- Cymbogon martinii var. sofia' - Capim-gengibre
- Cymbopogon nardus - Citronela
- Cymbopogon winterianus - Citronela-de-java (repelente natural)
- Cytisus x praecox
- Datura suaveolens, x insignis
- Dianthus spp. - Cravo
- Digitalis purpurea - Dedaleira
- Dimorphotheca ecklonis - Margarida do Cabo
- Eleagnus angustifolia - Oliveira do Paraíso, Oliveira do Ceilão
- Eriobotrya japonica - Nespereira
- Eucalyptus sp
- Eucalyptus globulus - Eucalipto
- Eucalyptus citriodora
- Eucalyptus camaldulensis
- Eucalyptus hybrid
- Euryops pectinatus
- Feijoa sellowiana - Goiaba-serrana, goiaba-ananás, goiaba da serra, feijoa
- Foeniculum vulgare - Funcho, erva-doce
- Foeniculum vulgare var. Purpureum
- Freesia x hybrida - Frésia, junquilho
- Gardenia jasminoides - Gardenia, jasmim do Cabo
- Geranium sp - Gerânio
- Hamamelis mollis - Hamamélia
- Helicrysum italicum - Perpétua-das-areias, Sempre-viva
- Heliotropium peruvianum - Bálsamo-de-Cheiro, Baunilha-dos-Jardins, Heliotrópio Verdadeiro
- Hermizonia fifchii
- Hoya carnosa carnosa - Flor-de-cera
- Hyacinthus orientalis - Jacinto
- Iris unguicularis - Lírio
- Ipomoea batatas - Batata-doce
- Jasminum spp. (a maioria) - Jasmim
- Juniperus sabina y virginiana - zimbro
- Lantana camara - Cambará-de-jardim, Lanatana-espinhosa, Camará
- Laurus nobilis - Loureiro
- Lavandula angustifolia y stoechas
- Lavandula latifolia spica
- Levisticum officinalis - Levístico
- Libocedrus decurrens
- Ligustrum japonicum
- Lilium spp.
- Lonicera fragantissima
- Lonicera japonica
- Lonicera periclyneum
- Magnolia grandiflora
- Mahonia aquifolium
- Majorana hortensis
- Malus spp.
- Mandevilla suaveolens e M. laxa
- Marrubium vulgare
- Matricaria chamomilla (M. recutita, Chamomilla recutita) - Camomila-alemã, Camomila-dos-alemães, Camomila-comum, Camomila-vulgar, Macela-nobre
- Matthiola incana
- Melissa officinalis - Citronela-menor, Erva-cidreira (PT europeu), Melissa
- Mentha arvensis - Hortelã-brava, Menta-japonesa
- Mentha citrata - Menta-bergamota, Menta-do-levante
- Mentha piperita - Hortelã-pimenta
- Mentha pulegium - Menta-selvagem, Poejo
- Mentha spicata - Hortelã
- Mirabilis jalapa
- Murraya paniculata
- Myrtus communis - Mirto, Murta
- Myristica fragans (M. officinalis, M. Moschata) - Moscadeira, Muscadeira, Noz-moscada
- Narcissus spp.
- Ocimum suave
- Ocimum basilicum - Manjericão
- Ocimum canum
- Ocimum kilimandscharium
- Oenothera biennis - Onagra (Primrose)
- Origanum majorana - Manjerona
- Origanum vulgare - Orégão, Orégano
- Osmanthus heterophyllus
- Parkinsonia aculeata
- Passiflora quadrangularis
- Pelargonium graveolens, crispum,
- Petroselinum crispum (P. sativum, P. hortense) - Salsa
- Phaseolus caracalla
- Philadelphus coronarius
- Pimpinella anisum - Anis, Erva-doce
- Pinus spp.
- Pinus mugo - Pinheiro-montanhês
- Pinus palustris - (Longleaf pine)
- Pinus pinaster - Pinheiro-bravo, Pinheiro-marítimo, Pinheiro-das-landes (Terebintina)
- Pinus pinea - Pinheiro-manso
- Pinus sylvestris - Pinheiro-silvestre
- Piper nigrum - Pimenta-do-reino, Pimenta-preta
- Pistacia lentiscus - lentisco, aroeira ou alfostigueiro
- Pittosporum tobira
- Polianthes tuberosa
- Prunus spp.
- Pulicaria undulata
- Quisqualis indica
- Rosa spp.
- Rosmarinus officinalis - Alecrim
- Ruta graveolens - arruda
- Salvia officinalis - Salva, sálvia
- Salvia sclarea - Salva-esclareia, sálvia-esclaréia
- Sambucus nigra - Sabugueiro
- Santolina chamaecyparissus
- Santolina rosmarinifolia
- Satureja hortensis
- Schinus molle - Aroeira
- Solandra maxima
- Spartium junceum
- Stephanotis floribunda
- Syringa vulgaris y microphylla
- Thymus spp.
- Tanacentum vulgare
- Tilia spp.
- Trachelospermum jasminoides
- Tropaeolum majus
- Thymbra spicata
- Thymus serpyllum (sinón.: T. pulegioides) - Erva-ursa, falso-tomilho, serpão, serpilho, serpol, timo-silvestre
- Valeriana officinalis
- Verbena x hybrida
- Viburnum suspensum
- Viburnum tinus
- Viola odorata - Violeta
- Vitex agnus-castus
- Wisteria sinensis
- Cupressocyparis leylandii
- Thuya spp.
- Zengiber crhysanthemum